# Микеланђело Визини
Микеланђело Визини (ита. Michelangelo Vizzini, Рим, 11. мај 1999), или само Микеланђело, је италијански поп певач, који се прославио 2019. године у деветнаестој сезони талент шоуа Амици. Његова песма In due a lottare за коју је снимљен и спот постала је велики хит. Био је у вези са Емили Палини. Глумио је у филму Non dirlo a nessuno.

## Дискографија

### Албум
- Michelangelo (2020)[4]

1. Lacrime
2. In due a lottare
3. Hollywood
4. Persi dentro
5. Solo tu
6. Versace
7. Così forte
8. Madame
9. Falli parlare
10. La sua maglia rosa

### Синглови
- To The Stars (2016)
- In due a lottare (2019)
- Señorita (2020) са Франческом Бертолијем
- TATOOINE (2022)
- Ti ricorderai (2022)
- Amoreterno (2023) дует са Мартином Атили
- BON TON (2023) са Дрилионаре, Лазза, Бланко и Сфера Ебаста[5]